# 소포트 (베오그라드)

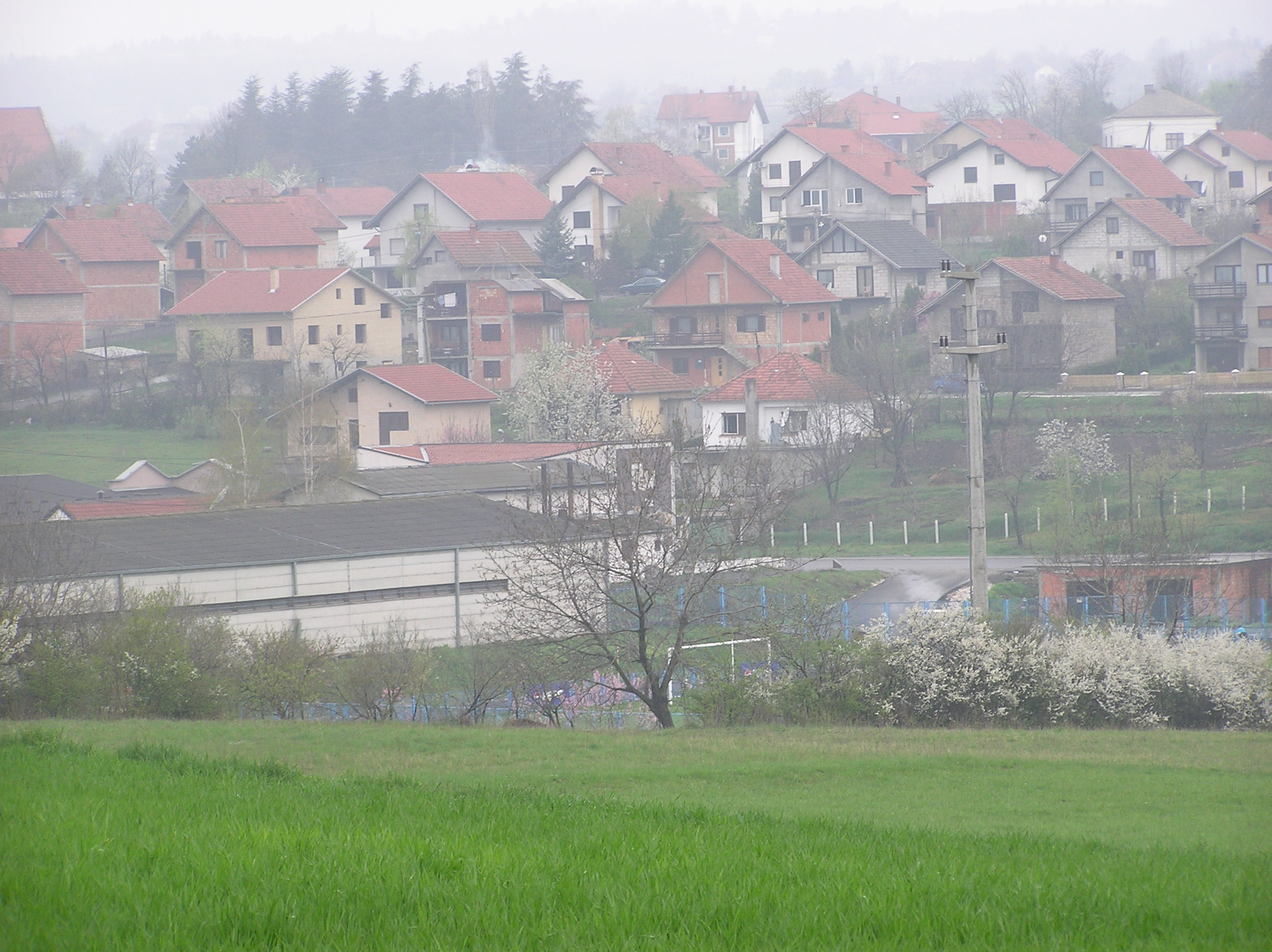
소포트

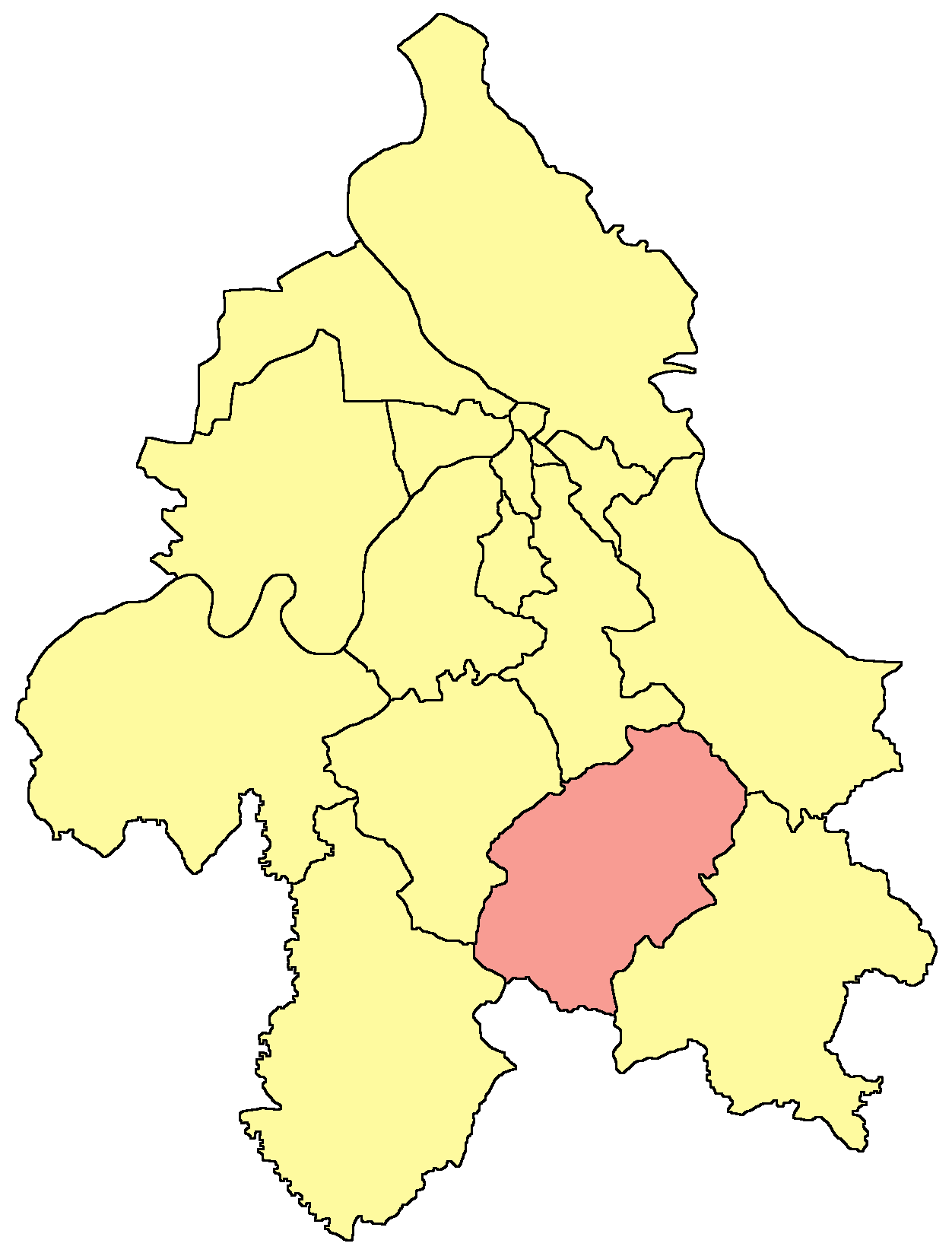
베오그라드 시 지도에 표시된 소포트의 위치

소포트(세르비아어: Сопот / Sopot)는 세르비아의 수도인 베오그라드를 구성하는 17개 지방 자치체 가운데 하나로 면적은 271km2, 인구는 20,199명(2011년 기준)이다. 베오그라드 남부에 위치한다.

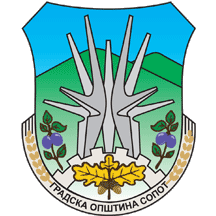
시 문장